# Buket Glumpang
Buket Glumpang is een bestuurslaag in het regentschap Aceh Utara van de provincie Atjeh, Indonesië. Buket Glumpang telt 182 inwoners (volkstelling 2010).